# رافاو مورافسکی
رافاو مورافسکی (به لهستانی: Rafał Murawski) (زاده ۹ اکتبر ۱۹۸۱) بازیکن فوتبال اهل کشور لهستان است.
وی سابقه ۴۳ بازی و ۱ گل ملی برای تیم ملی فوتبال لهستان در کارنامه دارد، همچنین پست تخصصی او، هافبک است.